# Altforweiler
Pour l’article homonyme, voir Neuforweiler.
Altforweiler (en sarrois Aldefoorwiller) est un quartier de la commune allemande de Überherrn, en Sarre.

## Toponymie
- Vieux Forweiler, Forweiler vieux (1802)

## Histoire
Ancienne commune de la Moselle dans le Canton de Sarrelouis sous le nom de Forweiler-vieux en 1802, fut cédé à la Prusse en 1815.
La table décennale de l’état civil de la commune pour la période pour 1802-1812 est disponible aux archives départementales de la Moselle. Elle compte 202 naissances, 45 mariages et 132 décès.

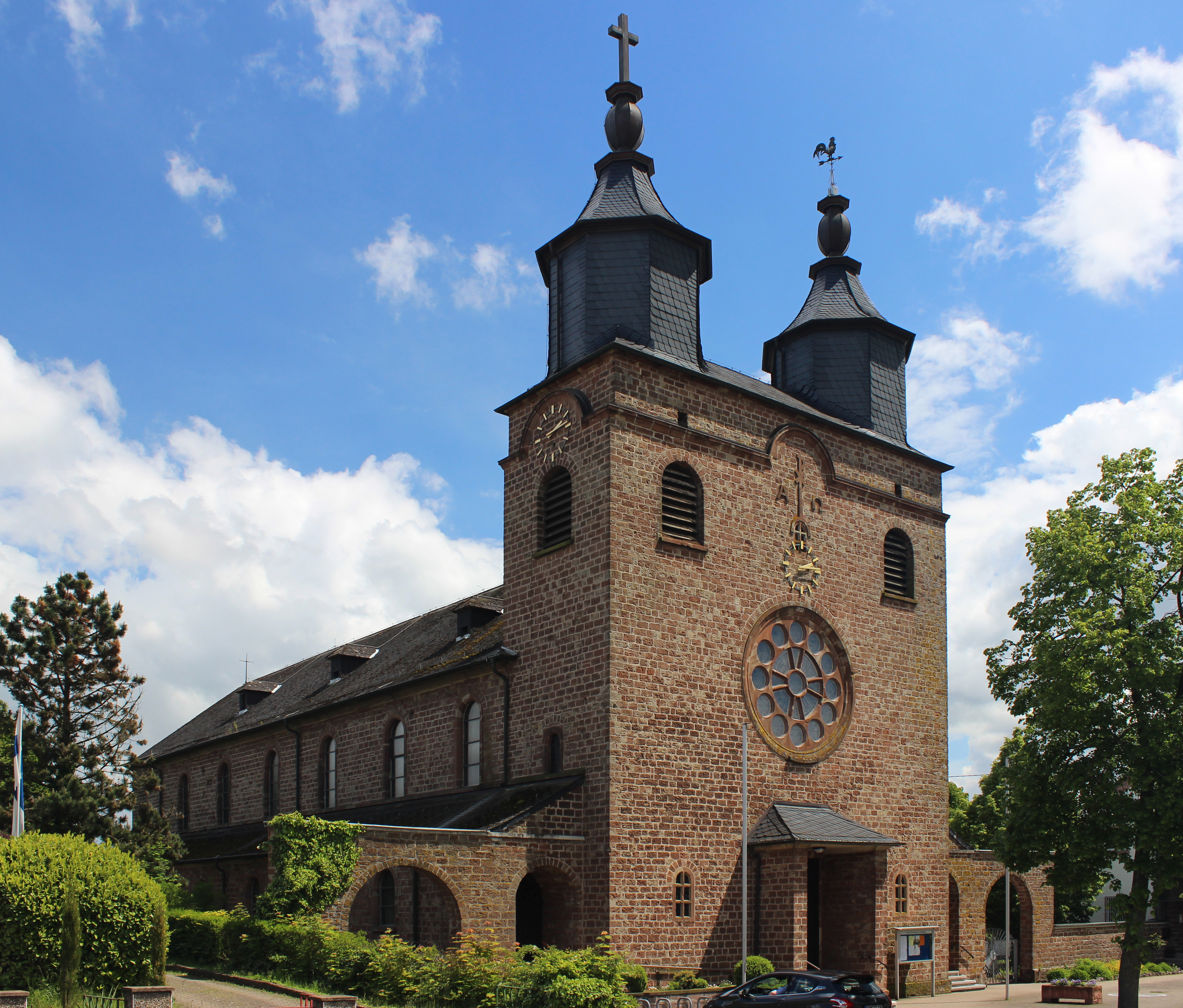
St. Matthias